# Khuếch đại từ
Mạch khuếch đại từ là một thiết bị điện từ trường dùng để khuếch đại các tín hiệu điện. Khuếch đại từ được khám phá vào đầu thế kỷ 20 và dùng thay thế cho các mạch khuếch đại đèn điện tử chân không khi nào cần có công suất và dòng điện cao. Trong chiến tranh thế giới II người Đức đã hoàn thiện loại mạch khuếch đại này và sử dụng nó trong tên lửa V-2. Mạch khuếch đại từ hiện nay đã được thay thế bằng các mạch khuếch đại bán dẫn, ngoại trừ một số những trường hợp đặc biệt đòi hỏi độ an toàn, độ tin cậy cao, hoặc những ứng dụng không thể thay thế được.

## Nguyên lý hoạt động
Mạch khuếch đại từ là một mạch khuếch đại kiểu từ trường, lớp H.
Hình dạng bên ngoài của mạch khuếch đại từ rất giống một Máy biến áp, nhưng nguyên lý hoạt động của nó lại khác nhiều so với máy biến áp. Mạch khuếch đại từ thực chất là một cuộn cảm làm việc ở vùng bão hòa. Mạch khuếch đại từ ứng dụng tính chất bão hòa của lõi từ, sử dụng vùng đặc tính phi tuyến của một số loại lõi thép từ. Với đặc tính bão hòa có thể điều khiển được, mạch khuếch đại từ sử dụng một loại thép từ được thiết kế sao cho có đường cong từ hóa B-H đặc biệt có dạng rất cong, gần như hình chữ nhật, khác nhiều với loại thép mềm có đường cong biến đổi chậm chạp hơn sử dụng cho các máy biến áp thông thường.

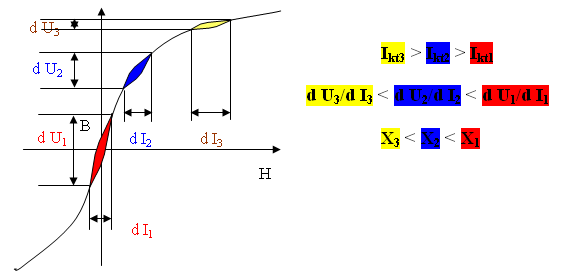

Một mạch khuếch đại từ có 2 bộ lõi thép giống nhau riêng biệt. Mỗi lõi từ có 2 cuộn dây. Một cuộn dây điều khiển và một cuộn dây xoay chiều. Một dòng điện một chiều nhỏ, với trở kháng nguồn thấp được đưa vào 2 cuộn dây điều khiển nối tiếp. Một điện áp xoay chiều sẽ được áp vào một đầu cuộn dây xoay chiều. Tải được nối vào một đầu khác của cuộn dây kia. 2 cuộn dây xoay chiều có thể đấu nối tiếp hay song song, kết cấu tuỳ thuộc vào thể loại của mạch khuếch đại. Giá trị của dòng điện một chiều đưa vào cuộn dây điều khiển sẽ làm thay đổi điểm làm việc trên đường cong từ hóa, sao cho cả hai cuộn dây đều tiến dần đến vùng bão hòa. Khi bị bão hòa hoàn toàn, các cuộn này sẽ chuyển từ trạng thái có trở kháng rất cao sang trạng thái có trở kháng rất thấp - nghĩa là dòng điện điều khiển đã thay đổi trở kháng của cuộn dây xoay chiều này.
Vì cuộn dây một chiều của 2 lõi từ nối với nhau sao cho cực tính của nó làm triệt tiêu điện áp cảm ứng, nên mạch một chiều không bị ảnh hưởng của mạch xoay chiều. Do đó nó chỉ đáp ứng hoàn toàn theo điện trở thuần của cuộn dây. Vì thế năng lượng đưa vào cuộn dây điều khiển nhỏ hơn nhiều so với phía xoay chiều.
Một sự thay đổi nhỏ trong dòng điện một chiều điều khiển có thể làm thay đổi rất lớn trở kháng của cuộn dây, nghĩa là làm thay đổi dòng điện tải rất lớn. Kết quả là mạch có đặc tính khuếch đại dòng điện.

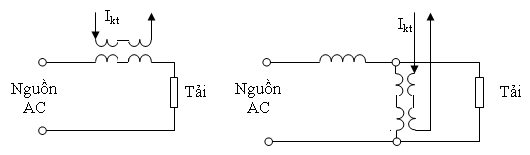

Nếu các cuộn dây xoay chiều được đấu nối tiếp với tải, ta có mạch khuếch đại từ điều khiển nối tiếp.
Nếu tải được nối tiếp với một cuộn cảm, và cuộn dây xoay chiều của mạch khuếch đại được đấu song song với tải, ta có mạch khuếch đại từ điều khiển song song.
Mạch khuếch đại từ sử dụng một bộ như trên gọi là mạch khuếch đại từ một pha.
Trong trường hợp chúng ta sử dụng 3 bộ khuếch đại từ như trên cho tải 3 pha, và nguồn cấp điện 3 pha, ta có mạch khuếch đại từ ba pha.
Cuộn đây điều khiển còn gọi là cuộn dây kích thích. Người ta có thể quấn nhiều cuộn dây kích thích riêng biệt, để có thể điều khiển bằng nhiều dòng kích thích khác nhau. Từ đó có thể thực hiện được các thuật toán cộng, trừ, và hồi tiếp tín hiệu.

## Ứng dụng
Các mạch khuếch đại từ đầu tiên được sử dụng rộng rãi như một mạch cấp nguồn kiểu chuyển mạch đầu tiên. Switched-mode power supplies (SMPS) và các mạch điều khiển ánh sáng. Trong công nghiệp, chúng có thể được dùng trong các mạch điều khiển dòng điện của các máy chỉnh lưu dòng điện cao, như máy xi mạ điện, máy nạp bình ắc quy, dùng trong các bộ điều hòa điện áp của máy phát điện lớn...
Sau này, các mạch khuếch đại từ đã dần dần được thay thế bằng các mạch khuếch đại bán dẫn. Tuy nhiên ta vẫn thấy xuất hiện một số kiểu khuếch đại từ ở những vị trí cần độ tin cậy cao thí dụ như trong các bộ nguồn kiểu chuyển mạch. Bộ nguồn của máy vi tính ATX có sử dụng một bộ khuếch đại từ ở đầu ra, xem như một bộ điều hòa điện áp thứ cấp.
Các lõi thép đặc biệt của mạch khuếch đại từ dùng trong các bộ nguồn kiểu chuyển mạch được sản xuất bởi một số rất ít các nhà chế tạo.
Mạch khuếch đại từ có thể sử dụng để đo lường dòng điện một chiều trong mạch điện áp rất cao mà không cần xem vào mạch điện. Lúc này nó được sử dụng tương tự như một bộ biến dòng đo lường một chiều, dùng trong kỹ thuật truyền tải điện áp cao một chiều.
Mạch khuếch đại từ còn được ứng dụng rộng rãi trong các bộ ổn áp điện xoay chiều.